# Сборная США по футболу (до 17 лет)
Сборная США по футболу до 17 лет (англ. United States U-17 men's national soccer team) — национальная футбольная команда, представляющая США в юношеских международных турнирах, за которую имеют право выступать игроки возрастом 17 лет и младше. Сборная контролируется Федерацией футбола США. Тренировочная база сборной располагается в Брейдентоне, Флорида.
Главным тренером сборной является Рафаэль Вики.

## История

### Чемпионат КОНКАКАФ (до  17 лет)
- 1983: чемпион
- 1985: не участвовала
- 1987: второе место
- 1988: второе место
- 1991: второе место
- 1992: чемпион
- 1994: второе место
- 1996: второе место
- 1999: второе место группы A
- 2001: чемпион группы A
- 2003: чемпион группы A
- 2005: чемпион группы A
- 2007: чемпион группы B
- 2009: чемпион группы A
- 2011: чемпион
- 2013: четвертьфинал
- 2015: третье место в группе A
- 2017: второе место
- 2019: второе место

### Чемпионат мира (до 17 лет)
| Чемпионат мира (до 17 лет) | Чемпионат мира (до 17 лет) | Чемпионат мира (до 17 лет) | Чемпионат мира (до 17 лет) | Чемпионат мира (до 17 лет) | Чемпионат мира (до 17 лет) | Чемпионат мира (до 17 лет) | Чемпионат мира (до 17 лет) | Чемпионат мира (до 17 лет) | Чемпионат мира (до 17 лет) |
| Год                        | Раунд                      | Место                      | И                          | В                          | Н                          | П                          | МЗ                         | МП                         | РМ                         |
| -------------------------- | -------------------------- | -------------------------- | -------------------------- | -------------------------- | -------------------------- | -------------------------- | -------------------------- | -------------------------- | -------------------------- |
| 1985                       | Групповой этап             | 12-е                       | 3                          | 1                          | 0                          | 2                          | 3                          | 5                          | −2                         |
| 1987                       | Групповой этап             | 13-е                       | 3                          | 1                          | 0                          | 2                          | 3                          | 5                          | −2                         |
| 1989                       | Групповой этап             | 9-е                        | 3                          | 1                          | 1                          | 1                          | 5                          | 7                          | −2                         |
| 1991                       | Четвертьфинал              | 5-е                        | 4                          | 3                          | 0                          | 1                          | 6                          | 2                          | +4                         |
| 1993                       | Четвертьфинал              | 7-е                        | 4                          | 1                          | 1                          | 2                          | 8                          | 8                          | 0                          |
| 1995                       | Групповой этап             | 15-е                       | 3                          | 0                          | 0                          | 3                          | 1                          | 6                          | −5                         |
| 1997                       | Групповой этап             | 11-е                       | 3                          | 1                          | 0                          | 2                          | 4                          | 7                          | −3                         |
| 1999                       | Четвёртое место            | 4-е                        | 6                          | 3                          | 1                          | 2                          | 9                          | 8                          | +1                         |
| 2001                       | Групповой этап             | 15-е                       | 3                          | 0                          | 0                          | 3                          | 3                          | 8                          | −5                         |
| 2003                       | Четвертьфинал              | 5-е                        | 4                          | 2                          | 0                          | 2                          | 8                          | 7                          | +1                         |
| 2005                       | Четвертьфинал              | 5-е                        | 4                          | 2                          | 1                          | 1                          | 7                          | 5                          | +2                         |
| 2007                       | 1/8 финала                 | 16-е                       | 4                          | 1                          | 0                          | 3                          | 7                          | 9                          | −2                         |
| 2009                       | 1/8 финала                 | 12-е                       | 4                          | 2                          | 0                          | 2                          | 4                          | 4                          | 0                          |
| 2011                       | 1/8 финала                 | 12-е                       | 4                          | 1                          | 1                          | 2                          | 4                          | 6                          | −2                         |
| 2013                       | Не квалифицировалась       | Не квалифицировалась       | Не квалифицировалась       | Не квалифицировалась       | Не квалифицировалась       | Не квалифицировалась       | Не квалифицировалась       | Не квалифицировалась       | Не квалифицировалась       |
| 2015                       | Групповой этап             | 21-е                       | 3                          | 0                          | 1                          | 2                          | 3                          | 8                          | −5                         |
| 2017                       | Четвертьфинал              | 7-е                        | 5                          | 3                          | 0                          | 2                          | 11                         | 7                          | +4                         |
| 2019                       | Квалифицировалась          | Квалифицировалась          | Квалифицировалась          | Квалифицировалась          | Квалифицировалась          | Квалифицировалась          | Квалифицировалась          | Квалифицировалась          | Квалифицировалась          |
| Итого                      | 17/18                      | 0 побед                    | 60                         | 22                         | 6                          | 32                         | 86                         | 102                        | –16                        |